# 거스 히딩크
거스 히딩크(네덜란드어: Guus Hiddink, 1946년 11월 8일~)는 네덜란드의 축구인이다. 네덜란드어 발음은 휘스 히딩크(네덜란드어 발음: [ˈɣys ˈɦɪdɪŋk] ( 듣기))이며 대한민국에서는 대한민국 축구 국가대표팀의 감독으로 부임할 당시 히딩크 본인의 요청에 따라 이름 'Guus'를 '거스'로 부른 '거스 히딩크'로 알려져 있다.
1998년 FIFA 월드컵과 2002년 FIFA 월드컵에서 각각 네덜란드와 대한민국을 4위로 이끌었고 2006년 FIFA 월드컵에서는 오스트레일리아를 16강에 올린 경력이 있다. 2006년 FIFA 월드컵이 끝난 이후 러시아 축구 국가대표팀 감독을 맡아 러시아를 UEFA 유로 2008 4강에 진출시켰으며 한때 첼시 FC의 임시 감독직을 맡아 팀을 잉글랜드 FA컵 우승으로 이끌기도 했다. 2010년 8월부터는 터키 축구 국가대표팀을 이끌기 시작해 터키 축구 국가대표팀을 유로 2012 플레이오프에 진출시켰지만, 크로아티아에 밀려 본선 진출에 실패했다. 이후 안지 마하치칼라, 네덜란드 국가대표팀의 감독을 맡았으며 첼시 FC의 임시 감독직을 다시 한 번 수행하였다. 2017년 대한민국 축구 국가대표팀이 부진하자 차기감독 후보로 거론되었으나 대한축구협회에서 강하게 거절하였고 그 후 본인이 거절하며 무산되었다. 

## 선수 경력
아마추어 클럽 SC 바세펠트에서 선수생활을 시작했으며, 네덜란드 클럽 더 흐라프스합(De Graafschap)에서 1967년 이래 대부분의 선수 생활을 보냈다. 1970년 PSV 에인트호번에 입단했지만, 주전 자리를 얻지 못하고 1년 만에 다시 더 흐라프스합으로 돌아가 1976년까지 선수로 활동했다. 이후 잠시 미국에서 북미 축구 리그 워싱턴 디플로매츠, 새너제이 어스퀘이크스에서 활동했다. 이후 고향에 돌아가 NEC 네이메헌과 계약했다. 1981년 더 흐라프스합으로 돌아갔고 1년 후 은퇴했다. 선수 생활 동안 그는 주로 미드필더로 뛰었으며, 뛰어난 축구 기술로 주목받았다. 현역 시절에 국가대표팀으로는 선발된 적이 없다.

## 지도자 경력

### 초기 경력

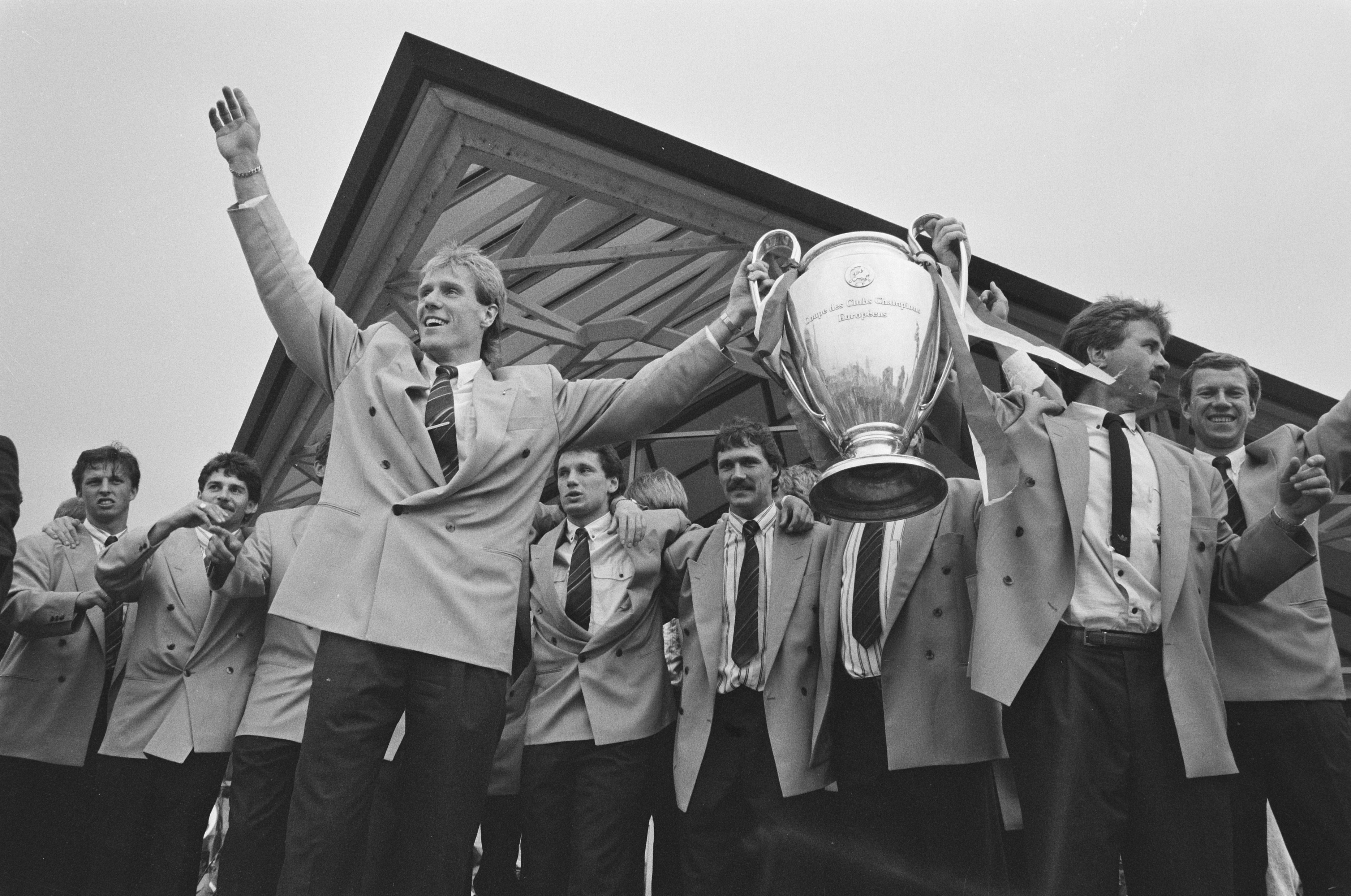
유러피언컵을 들고 에인트호번 공항에 금의환향하는 한스 판 브뢰켈런과 히딩크

더 흐라프스합에서 보조 코치로 지도자의 가능성을 보인 후 1983년부터 1987년까지 PSV 에인트호번의 보조 코치를 지냈으며, 1987년에는 PSV의 감독이 되었다. 1988년 팀 창단 이래 최초로 UEFA 챔피언스 리그의 우승과 유럽 축구 역사상 3번째의 트레블을 달성하며 팀을 AFC 아약스, 페예노르트와 함께 네덜란드 축구 리그의 3강의 위치에 올려놓았다. 또한 1987년부터 1990년까지 팀에 두번의 네덜란드 1부 리그 타이틀과 한번의 준우승을 안겼다.
1990년 터키 프로축구팀 페네르바체의 감독으로 잠시 재임했지만 1년 후 그만두고 스페인의 강호 발렌시아 CF의 감독으로 갔다. 히딩크는 여기서 의견을 서슴없이 말하는 성격을 드러냈다. 한번은 경기 중 발렌시아의 메스탈라 스타디움에 인종 차별적 구호가 적혀 있자 경기 중에 이를 없애도록 지시했다. 히딩크가 구사하는 공격 스타일의 축구는 발렌시아 팬들뿐만 아니라 스페인 리그의 다른 팀에도 인기가 있었다.

### 네덜란드 축구 국가대표팀 및 이후 행적
히딩크가 1995년 네덜란드 축구 국가대표팀을 이끌었을 때 가장 큰 도전은 각기 뛰어난 선수들로 구성된 팀 내의 분란이었다. 유로 1996 토너먼트에서 다비즈는 그와 말다툼 끝에 선발에서 제외시키기도 했다. 그러나 이러한 내분을 잘 수습하여, 1998 FIFA 월드컵 조별리그에서 벨기에, 멕시코와 무승부를 거두었으나, 마르세유에서 열린 2차전 대한민국전에서 5-0 대승을 거둬 16강에 진출한 뒤 유고슬라비아, 아르헨티나를 물리치고 4강까지 진출했다. 그러나 준결승에서 브라질에 승부차기 끝에 패배하고 크로아티아와의 3-4위전에서도 패해 4위에 머무르게 되었다. 이후 국가대표팀 감독직에서 사임했다.
바로 뒤이어 레알 마드리드에서 역사상 최초로 도요타컵을 우승시켰지만, 구단 수뇌부와 마찰과 성적 부진을 이유로 경질당했다. 레알 베티스에서도 많은 기간을 보내지 않았다. 그는 결국 네덜란드로 돌아갔고 서서히 축구계에서 잊혀져 야인이 되는 듯했다. 그러다가 2000년 말 대한축구협회로부터 대한민국 축구 국가대표팀 감독을 맡아 달라는 제의를 받았고, 고심 끝에 승낙했다.

### 대한민국 축구 국가대표팀

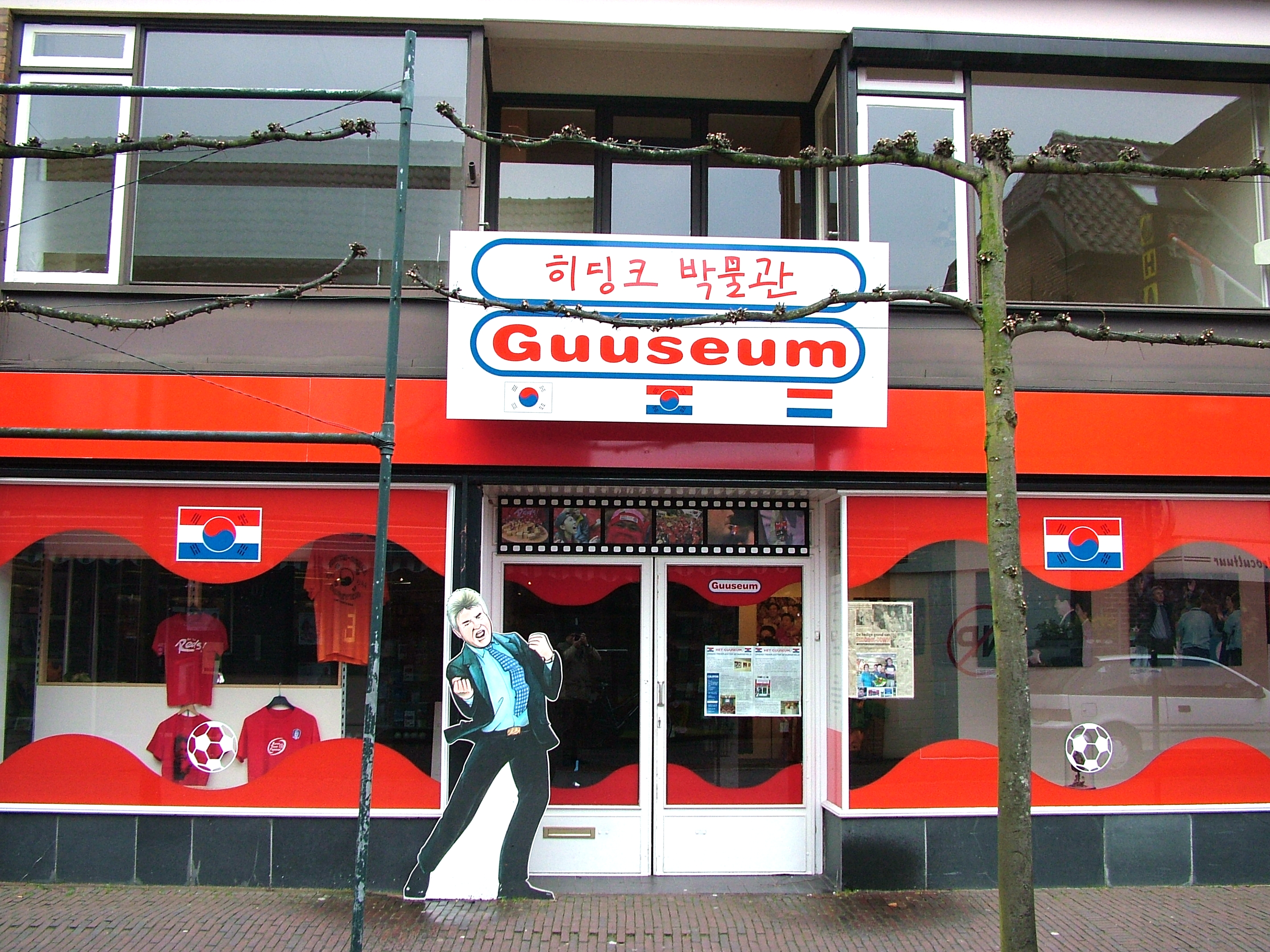
네덜란드 파사펠트의 히딩크 박물관. 지금은 철거되었다.

2002년 FIFA 월드컵 이전까지 대한민국 축구 국가대표팀은 4회 연속으로 FIFA 월드컵에 진출했으나 본선에서 한 경기도 승리하지 못하고 4무 10패의 초라한 성적을 거두고 있었다. 게다가 월드컵을 2년 앞둔 2000년까지도 2000년 하계 올림픽 축구 조별리그 탈락, 아시안컵 3위의 성적을 기록하는 등 좋지 않은 성적을 거두고 있었다. 반면 공동 개최국인 일본은 시드니 올림픽 축구 8강과 아시안컵 우승을 기록하는 등의 좋은 성적을 거두고 있어 대한민국 축구 팬들의 우려는 증폭되었다.
히딩크 감독은 국가대표 선수들을 신중히 골랐으며 그 가운데 들어간 선수들은 FW에 간판 스트라이커 황선홍, 안정환, 최용수 등 MF에 박지성, 김남일, 송종국, 이을용 등 DF에 홍명보, 김태영, 최진철등으로 뽑았다. 이동국은 명단에 들지 못했다.
이에 대한축구협회는 2000년 말 계약이 만료된 허정무 감독과 재계약하지 않기로 하고, 외국인 감독을 찾아 나서게 되었다. 가장 유력한 후보로는 1998년 프랑스 월드컵에서 개최국이자 우승국인 프랑스의 감독을 맡았던 에메 자케였으나 자케 본인이 고사해서 영입에 실패했고, 다음 순위는 1998년 프랑스 월드컵 조별예선 2차전에서 대한민국에 5-0의 참패를 안겼던 히딩크였다. 마침 히딩크 본인도 1998년 이후 부진한 성적을 안고 있던 터라, 월드컵 개최국인 대한민국의 감독직에 도전하는 것을 수락해 2000년 12월에 정식 계약을 하게 되었으며 2001년 1월 1일 거스 히딩크는 대한민국 축구 국가대표팀 감독으로 공식 취임했다.

#### 대한민국 축구 국가대표팀에 대한 구조조정
히딩크는 대한민국 축구 국가대표팀 감독이 되자마자 대대적인 구조조정을 했다.
- 공격수 부분에서 이동국을 과감히 제외하고, 그 자리에 설기현으로 대체했다. 설기현은 대전월드컵경기장에서 열린 2002년 FIFA 월드컵 16강전 때 이탈리아를 상대로 0-1로 뒤진 상황에서 후반 43분에 동점골을 기록하여 연장전까지 끌고 갔으며 결국 안정환의 골든 골로 이탈리아를 상대로 승리하여 대한민국 축구 국가대표팀을 8강에 진출시켰다.
- 고종수가 부상으로 대표팀에서 하차하자 그 자리를 박지성, 송종국 등으로 대체했다. 이후 박지성은 대한민국을 대표하는 축구 선수가 되었다.
- 홍명보를 제외했으나, 추후 다시 국가대표팀에 포함시켰다. 이후 홍명보가 지도자가 되었을 때 히딩크의 옆에서 안지의 어시스턴트 코치를 맡는 등 많은 도움을 주었다.
- 주전 골키퍼였던 김병지가 자꾸 골대를 비우자 김병지를 후보로 내리고 이운재를 주전 골키퍼로 승격시켰다. 이운재는 김병지와는 달리 어떠한 경우에도 절대로 골대를 비우지 않는 골키퍼이다.
- 각 선수들에게 자신의 원래 포지션 이외의 다른 포지션도 소화해낼 수 있는 특별훈련과 체력 훈련을 병행시켰다. 이 결과 대한민국 축구 국가대표팀을 2002년 한일월드컵 준결승에 진출시키는 기염을 토했다.

#### 2002 FIFA 월드컵 이전
2001년 히딩크는 대한민국 축구 국가대표팀 감독으로서의 정식 행보를 시작했다. 첫 무대는 홍콩에서 열린 칼스버그컵이었다. 이 대회에서 한국은 노르웨이에 2-3으로 패하고, 파라과이에 승부차기로 승리를 거두어 3위를 기록했다. 프랑스 월드컵 네덜란드전에서 뛰어난 골키퍼였다고 주목했던 김병지는 파라과이전에서 무리한 플레이를 보였다가, 히딩크의 눈밖에 나고 말았다.
2001년 FIFA 컨페더레이션스컵이 한국과 일본에서 공동 개최되었는데, 대구월드컵경기장에서 열린 개막전에서 대한민국은 프랑스에 5-0으로 대패하고 말았다.
그러나 히딩크는 이것을 비관적으로 보지 않았다. 일부 언론과 축구 팬들 사이에서 서서히 히딩크 경질론이 나오기 시작했고, 급기야는 8월 브르노에서 열린 체코 원정 평가전에서 또 5-0으로 대패하면서 히딩크 경질론이 급부상하게 되었다. 그렇지만 대한축구협회의 정몽준 회장은 히딩크 감독을 적극적으로 옹호하면서 경질론을 일축했다. 2001년 11월 10일, 마침내 주 경기장인 서울월드컵경기장이 개장되었고, 대한민국은 크로아티아와의 2차례 친선 경기에서 1승 1무를 기록했다.
한편, 대한민국은 폴란드, 포르투갈, 미국과 D조에 편성되었다. 2002년, 대한민국은 우루과이와의 원정 평가전과 북중미 골드컵에 초청팀 자격으로 참가하게 되었다. 그러나 우루과이전에서는 2-1 패배, 그리고 북중미 골드컵에서는 미국과 캐나다에 1-2로 패하고 최약체 쿠바와 0-0 무승부를 기록하는 등의 부진한 모습을 보여 또 다시 불안감을 갖게 하였다. 월드컵 첫 경기가 불과 4개월도 채 남지 않은 상황이었기 때문에, 대한민국 축구팬들로서는 당연히 불안할 수밖에 없었다.
그러나 2002년 3월 이후, 터키와 0-0 무승부, 핀란드에 2-0으로 승리한 이래로, 4월 코스타리카전 2-0 승리, 중국전 0-0 무승부를 기록하며 계속해서 무패 행진을 기록하였고, 5월 16일에는 스코틀랜드를 상대로 4-1의 대승을 거두었다. 5월 21일 서귀포에서 열렸던 잉글랜드와의 평가전에서 박지성의 동점골로 경기는 결국 1-1 무승부로 끝났다. 5월 26일 수원월드컵경기장에서 열린 최종 평가전 상대는 프랑스였다. 한국은 2-3으로 패배했지만 이 경기는 한국 축구의 가능성을 확인시켜 주었다.

#### 2002년 FIFA 월드컵
2002년 FIFA 월드컵이 개막한 이후, 히딩크는 6월 4일 폴란드전에서 황선홍과 유상철의 연속골로 2-0으로 승리하여 한국의 월드컵 사상 첫 승을 안겨주었다. 6월 10일 미국전에서는 시종일관 유리한 경기를 펼쳤음에도 불구하고 이을용이 페널티킥을 실축하는 등, 수많은 골 기회를 놓쳤지만 후반 33분에 안정환이 동점골을 기록하여 1-1 무승부를 거두었다. 6월 14일 포르투갈전에서 박지성의 결승골로 1-0으로 승리하여 2승 1무로 D조 1위를 기록해 한국 축구는 사상 최초로 피파 월드컵 16강에 진출했다.
이로 인한 한국 국민들의 열광은 대단하였다. 그러나 히딩크 본인은 “아직 배가 고프다”는 말로 다음 경기를 준비했고, 6월 18일 16강전 이탈리아와의 경기가 시작되었다. 전반 7분경 안정환이 페널티킥을 실축해 결국 전반 18분에 크리스티안 비에리에게 선제골을 허용한 뒤, 이탈리아의 수비에 고전하자 히딩크는 후반 중반 이후 수비수 전원을 벤치로 불러들이고 공격수들만 투입하는 도박을 감행했다. 결과적으로 이 작전은 성공하여 후반 종료 직전 설기현이 동점골을 넣었고, 연장 후반 12분에는 안정환이 역전 골든골을 넣어 이 대회에서 아시아 팀으로는 2번째로 8강에 진출했다.
스페인과의 8강전에서도 전·후반과 연장을 모두 0-0으로 마무리하고, 승부차기에서 5-3으로 승리하여, 월드컵 사상 최초로 아시아 팀이 4강에 진출하는 새 역사를 기록했다.
6월 25일 독일과의 준결승전에서 미하엘 발라크에게 결승골을 허용하며 결승 진출에는 실패했다. 6월 29일에 열린 터키와의 3-4위전에서도 전반에 대량 실점을 기록하며 2-3으로 패배하여 4위에 머무르게 되었다. 그러나 불과 몇 개월 전까지만 해도 16강 진출조차 어려워보였던 대한민국 팀을 4위에 올린 것은 히딩크 자신도 놀란 대단한 성과였다.
이런 공로로 히딩크는 대한민국 최초의 대한민국 명예국민이 되었고 국민들로부터 엄청난 사랑을 받았다. 다음 월드컵까지 그를 감독으로 앉히자는 말이 있었고, 히딩크 본인 역시 언론 인터뷰를 통해 잔류를 희망한다는 의중에 무게를 싣는 듯한 발언을 했었지만, 결국 재계약하지 않고 네덜란드의 프로 팀 PSV 에인트호번을 맡게 되어 네덜란드로 돌아갔다. 그러면서 박지성과 이영표를 PSV에 영입하게 된다.
그 후에도 히딩크는 유독 대한민국을 자주 방문하고, 한국 기업의 CF 제의를 수락하는 등, 한국에 남다른 애정을 과시하고 있다. 이는 1998년 이후 이렇다 할 성적을 거두지 못한 채 야인으로 전락해가던 자신의 위상이 대한민국 대표팀을 맡으면서 높아졌기 때문이다.

### PSV 에인트호번

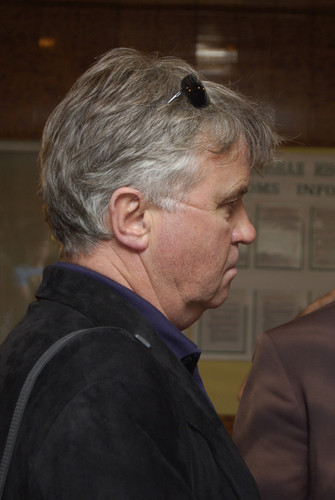
거스 히딩크, 2007년 6월 7일 크로아티아와의 경기를 앞두고 모스크바 도모데도보 국제공항에서.

월드컵 이후 히딩크는 고향으로 돌아가 PSV 에인트호번의 감독을 맡았다. 그리고 그는 PSV 에인트호번에 박지성과 이영표를 영입했다. 에레디비시에서 2002-03, 2004-05, 2005-06 시즌을 내리 우승했다.
또한, UEFA 챔피언스리그 2004-05에서 에인트호번은 UEFA 챔피언스리그가 지금의 형태로 바뀐 1992-93 시즌 이래 처음으로 준결승에 진출했다. (PSV는 1988년 챔피언스 리그의 전신인 유러피언컵을 차지했다.) PSV는 준결승 AC 밀란과의 경기에서 합계 3-3을 기록했으나, 원정 다득점 원칙에 의해 탈락했다.

### 오스트레일리아 축구 국가대표팀
2005년 7월 22일, 히딩크는 오스트레일리아 축구 국가대표팀의 감독직을 수락했고, PSV와 오스트레일리아 축구 국가대표팀을 동시에 지휘할 거라고 발표했다.
이후 남미 5위 우루과이와의 플레이오프 경기에서 원정 0-1 패배, 홈 1-0 승리를 거두어, 승부차기에서 4-2로 이기며 오스트레일리아의 1974년 서독 월드컵 이후 32년 만의 월드컵 본선 진출을 성공시켰다.
2006년 FIFA 월드컵 본선에서 호주는 브라질, 크로아티아, 일본과 함께 F조에 속했다. 일본과의 첫 경기에서는 석연치 않은 판정으로 인해 선제골을 허용했지만 후반 40분 이후 3골을 몰아넣으며 3-1로 역전승을 거뒀다. 브라질과의 경기에서는 선전하였지만 0-2로 패배했고, 마지막 크로아티아와의 경기에서는 2-2 무승부를 거둬 브라질에 이어 1승 1무 1패로 16강에 진출했다.
16강에서 맞붙은 팀은 지난 대회에서도 히딩크가 맞붙었던 이탈리아였다. 호주는 이탈리아를 맞아 대등하게 선전하며 후반까지 0-0을 기록하여 연장전으로 가는 듯하였지만, 후반 추가시간 종료 직전 토티의 페널티킥 성공으로 패해 8강 진출이 좌절되었다.

### 러시아 축구 국가대표팀
2006년 4월 14일, 히딩크는 러시아 축구 국가대표팀의 감독을 수락했다. 계약의 상세 내용은 2년 6개월의 계약기간과 240만 달러의 연봉을 받고, 성과에 따라 계약 기간을 추가로 2년 연장할 수 있다는 것이었다. 2006 FIFA 월드컵이 끝난 이후, 히딩크는 러시아의 감독직을 수행하기 시작하였다. 같은 해 8월 16일, 히딩크는 라트비아와의 친선전을 통해 러시아 국가대표팀에서의 공식 첫 경기를 치렀다.
UEFA 유로 2008 예선에서 E조에 편성된 러시아는 잉글랜드를 승점 1점차로 따돌리고 조 2위를 차지해 본선에 진출했다. 히딩크는 러시아와 계약기간을 2010년까지 연장했다. 물론 이것이 히딩크가 아르헨티나에서 디에고 마라도나와 공동 감독직을 수락할 수 없는 이유가 되었다.
히딩크가 이끈 러시아는 본선 조별리그에서 D조 2위를 차지하여 8강에 올랐다. 2008년 6월 21일에 펼쳐진 네덜란드와의 경기에서 3-1로 승리하여 4강에 진출했으나, 그 이후 4강전에서 우승국이기도 한 스페인과의 경기에서 0-3으로 패배했다.
2010년 FIFA 월드컵 유럽 지역 예선 4조에서 2위를 차지하여 플레이오프를 치렀으나, 슬로베니아에게 원정 다득점 원칙에서 밀려 러시아는 예선 탈락했다.

### 첼시 FC
첼시 FC의 감독이었던 루이스 펠리피 스콜라리는 성적 부진을 이유로 해임되었다. 첼시 FC의 구단주인 로만 아브라모비치는 평소에 친분이 있던 히딩크 감독을 설득시켰고, 히딩크는 남은 시즌 동안만 감독직을 이행하는 조건으로 2009년 2월 11일부터 첼시의 감독직에 앉게 되었다.
히딩크는 UEFA 챔피언스리그 16강에서 유벤투스를 3-2로 물리쳐 첼시를 8강에 진출시키고, 8강전에서 리버풀을 7-5로 제압하여 첼시를 4강에 진출시켰다. 첼시는 FC 바르셀로나와의 준결승전에서 원정 1차전은 수비적인 전술을 펼치며 0-0으로 마치고, 홈에서 벌어진 2차전에서 전반 마이클 에시엔의 선취골로 1-0으로 앞서가는 등 결승 진출을 눈앞에 두었으나, 심판 톰 헨닝 외브레뵈의 석연치 않은 판정으로 인해 불안한 경기를 이어나갔고, 결국 경기 종료 직전 안드레스 이니에스타에게 동점골을 허용해 1-1로 무승부를 거두어, 원정 다득점 원칙에 따라 결승 진출에 실패했다.
첼시는 스콜라리 해임 당시 리그 4위의 위치도 위태로운 상태였으나, 히딩크가 부임한 이후로는 3위의 자리를 확고히 했다. 또한 히딩크가 이끄는 첼시는 FA컵 결승전에서 2-1 역전승을 거두며 우승을 차지했다. 그가 남긴 이러한 성과들로 인해 수많은 팬들을 비롯하여 코칭 스탭, 구단주, 선수들까지 그의 잔류의 필요성을 강력히 주장했으나 결국 이 경기 이후 히딩크는 계약대로 첼시를 떠나게 되었다.

### 터키 축구 국가대표팀과 이후
히딩크의 터키는 유로 2012 예선에서 독일과 함께 조 2위로 플레이오프에 진출하여 11월 11일, 15일 크로아티아와 홈/원정에서 경기를 치른 결과 터키는 플레이오프 1차전 홈에서 크로아티아에게 3-0으로 패배했다. 플레이오프 2차전 크로아티아 원정에서 0-0으로 비기며 합계 3-0으로 크로아티아에 밀려 유로 2012 진출에 실패했다.
결국 성적 부진을 이유로 튀르키예에서 경질된 이후, 히딩크는 러시아의 FC 안지 마하치칼라의 감독으로 부임하게 되었다.

### 안지 마하치칼라, 네덜란드 축구 국가대표팀, 첼시
2014년 FIFA 월드컵 이후, 루이스 판 할 감독의 뒤를 이어 다시 한번 네덜란드 축구 국가대표팀 감독으로 부임했다. 그러나 UEFA 유로 2016 예선에서 체코에 1-2, 아이슬란드에 0-2, 이탈리아에 0-2, 그리고 멕시코와의 평가전에서는 2-3으로 패하면서 부진한 성적을 보여준 끝에 결국 2015년 6월 29일 대표팀 감독에서 물러났으며 후임으로 다니 블린트가 부임했다.
2015년 12월 주제 무리뉴 감독이 상호 계약 해지로 인해 팀을 떠나게 되자 첼시 구단 측에서는 그에게 2015-16 시즌의 남은 기간 동안 임시 감독직을 수행해줄 것을 제안하였고 이에 응했다.

### 중국 U-23 축구 국가대표팀
2018년 8월 4일 중국 U-23 축구 국가대표팀 감독으로 계약 기간은 3년이며 연봉은 147억원을 받는단 조건으로 선임되었다. 2020년 하계 올림픽 본선 진출을 목표로 잡았으나 평가전을 포함한 여타의 국제 경기에서 졸전을 거듭했고 심지어 제자인 박항서 감독이 이끄는 베트남 U-23 대표팀에 0-2로 완패하면서 여론의 반응은 더욱 더 싸늘해졌다. 결국 2019년 9월 19일 전격적으로 경질을 당하면서 불명예스러운 모습으로 중국을 떠났다.

## 기타
- 다른 포지션은 최소한 2개 포지션 이상 가능하도록 훈련을 시키지만 오직 골키퍼만은 예외로 골키퍼는 하늘이 무너져도 절대로 골대를 비우면 안된다는 신념을 갖고 있다.
- 1987년 PSV 에인트호번의 어시스던트 코치였던 히딩크가 그 때 아인트호벤의 성적부진으로 경질된 감독의 뒤를 이어 팀을 맡게 되었다. 그 때 당시 팀원들이 당시 겨우 어시스던트 코치였던 히딩크가 감독으로 부임한 것에 대해 상당히 불만이 많아 선수들은 훈련에 제대로 참여하지도 않고 히딩크의 지시도 안듣고 히딩크를 무시하기까지 하며 팀분위기를 최악으로 만들었다. 그에 따라 하루는 히딩크가 아인트호벤의 모든 선수들을 모아놓고 다음과 같이 발언하였다. "전 감독이 떠난 이유는 너희들 때문이다. 너희들이 남아있는 이유는 너희들이 잘해서가 아니라 선수 11명을 해고하는 것보다 감독 1명을 내보내는 것이 더 쉽기 때문이다. 그러므로 너희들은 전임 감독 때문에 그동안 좋지 못한 경기를 한 것이라고 증명해야 한다. 그럼에도 너희들이 달라지지 않는다면 세상은 감독이 아니라 너희들에게 손가락질 할 것이다." 선수들은 히딩크와의 팀 미팅 이후 그 해 리그우승을 차지했고, 그 다음해 트레블을 달성하였다.
- 히딩크가 감독을 맡은 팀들 중에는, 메이저급 대회 토너먼트에서 4강에 오른 경우가 아주 많았다. 1998년 프랑스 월드컵에서 지휘하였던 네덜란드 축구 국가대표팀을 4강에 올린 것을 필두로, 2002년 FIFA 월드컵에서는 대한민국 축구 국가대표팀을 아시아 최초로 4강에 올렸으며, 그 다음으로는 친정팀 PSV 에인트호번을 맡아서 UEFA 챔피언스리그 4강에 진출시켰고, UEFA 유로 2008에서는 다시 러시아 축구 국가대표팀 감독을 맡아서 역시 4강에 진출시켰다. 이후 첼시 FC에 단기 계약으로 부임하여서 팀을 UEFA 챔피언스리그에서 또다시 4강에 올림으로써, 그의 지도력을 입증하였으나, 특이한 것은 앞에서 열거한 팀들이 4강전에서 모두 고배를 마셔 정작 결승에는 오르지 못하였다는 것이다. 이런 이유로 그에게 '4강 징크스' 가 있다는 의견도 있다.
- 2010년 FIFA 월드컵 남아메리카 지역 예선에서 디에고 마라도나가 우승후보인 아르헨티나를 이끌고도 약체인 볼리비아에게 1-6으로 대파를 당하는 등 감독으로서 전무후무한 수준으로 부진하자 아르헨티나 축구 국가대표팀에서는 거스 히딩크를 모셔와서 마라도나와 같이 공동 감독직을 제안했으나 히딩크 본인이 거절했다. 본인의 말로는 상당히 매력적인 제안이라고는 했으나 아직 러시아 축구 국가대표팀과의 계약 기간이 종료되지 않아서 현재 하고 있는 감독직은 계속 수행해야 한다며 거절했다.[11]
- 2010년 FIFA 월드컵을 앞두고 히딩크 감독은 지난 4월 27일 서울 프라자호텔에서 열린 네덜란드-벨기에 월드컵 공동유치위원회 기자회견에서 남아공월드컵 우승후보를 묻는 질문에 "감히 월드컵에 대해 예측할 수 있는 위치가 아니다."면서도 "네덜란드는 월드컵에 진출하였으며 강력한 우승후보로 기대하고 있다."고 말했다. 이어 "스페인도 강력한 우승후보"라고 짚어냈다. 특히 월드컵 우승 경험이 없는 네덜란드를 우승후보로 지목한 전문가는 거의 없어서 그의 예언은 이례적으로 받아들여졌지만, 결론적으로 그의 예언은 정확하게 적중하여, 네덜란드팀과 스페인 팀은 결승전에서 맞붙게 되었다. 이러한 예측을 두고 펠레의 저주와 대비하여 히딩크의 예언으로 일컫기도 한다.[12]
- 그러나 2014년 FIFA 월드컵에서는 히딩크가 준결승에서 네덜란드가 아르헨티나를 제치고 결승에 갈 것이라 예언했는데 이 예언은 완벽하게 빗나갔다. 두 팀은 완벽하게 똑같은 수준의 기량을 보여줬지만 승부차기에서 아르헨티나의 골키퍼 세르히오 로메로가 보여준 선방으로 네덜란드의 키커 2명의 슈팅을 선방해내고 아르헨티나가 결승에 진출했다.
- 2007년 2월, 탈세 혐의로 징역 6개월에 집행유예와 벌금 45,000유로를 선고 받은 적이 있다.[13]
- 히딩크 재단은 대한민국의 장애 아동과 저소득 어린이를 위한 복지사업으로 히딩크 드림필드를 만들어 오고 있으며 운영되는 히딩크 드림필드는 2012년 5월 기준으로 9개이다.[14]
- 2017년 9월 6일 대한민국 대표팀 감독으로 복귀의사를 밝혔다. 이를 국민들이 적극적으로 지지 하고 있다.[15]
- 2018년 FIFA 월드컵에서 독일 축구 국가대표팀이 대한민국 축구 국가대표팀에 0-2로 패하고 조 꼴찌로 조별리그 탈락하자 "오만무례하고 추잡한 독일 축구 국가대표팀은 대한민국 축구 국가대표팀에 의해 천벌을 받았다."며 강력하게 일침을 놓았다.[16]
- 코로나19 양성 판정을 받았다.

## 경력

#### PSV
- 에레디비시: 1986–87, 1987–88, 1988–89, 2002–03, 2004–05, 2005–06
- KNVB컵: 1987–88, 1988–89, 1989–90, 2004–05
- 요한 크라위프 스할 : 2003
- 유로피언컵 : 1988-89

#### 네덜란드
- FIFA 월드컵 4위 : 1998

#### 레알 마드리드
- 인터컨티넨탈 컵 : 1998

#### 대한민국
- FIFA 월드컵 4위 : 2002

#### 첼시
- FA컵 : 2008-09

### 개인
- AFC 올해의 감독 : 2002
- 월드사커 올해의 감독 : 2002
- 네덜란드 올해의 감독 : 2002, 2005
- 러시아 올해의 감독 : 2008
- 리누스 미헬스 어워드 : 2005, 2006
- 에인트호번 시 명예 시민증: 2006
- DFA 평생 공로상 : 2007
- 스포츠일러스트레이티드 선정 시대의 팀 : 2009

## 수상
- 2008년 러시아 축구협회 올해의 감독상
- 2002년 대한민국 체육훈장 1등급 청룡장
- 2002년 미국 시사주간지 타임지 선정 2002년 FIFA 월드컵 최고의 감독
- 2002년 명예국민증(제1호 대한민국 명예국민), 명예 시민증(서울특별시)
- 2002년 AFC 올해의 감독상

## 저서
- Marc Bennetts, 'Football Dynamo - Modern Russia and the People's Game,' Virgin Books, (15 May 2008), 0753513196